# Argo Finanziaria
Argo Finanziaria S.p.A. est une holding qui appartient au groupe Aurelia, contrôlé par les hétitiers de Marcello Gavio, décédé en décembre 2009. Le groupe Aurelia contrôle également tout le Groupe Gavio, spécialisé dans le secteur des transports et de la logistique avec de nombreuses sociétés. Le groupe Aurelia détient aussi une participation de 7,66 % dans le groupe ferré privé italien "Ferrovie Nord Milano".

## Histoire
Au cours de l'année 2007, Argo Finanziaria a pris une participation dans le groupe IGLI S.p.A., avec Immobiliare Lombarda S.p.A.(du groupe d'assurances Fondiaria SAI S.p.A.) et Autostrade per L'Italia de 33,3 %. IGLI SpA est la holding qui contrôle le premier groupe de construction italien, Impregilo S.p.A..
Argo détient également des participations minoritaires dans les sociétés « Milano Logistica S.p.A. » (50 %) et « Italbroker S.p.A. » (10 %) sociétés spécialisées dans le courtage en assurance.
En 2008, à la suite de la restructuration du capital de la compagnie aérienne Alitalia, Argo Finanziaria a pris une participation de 2,4 % dans le capital de la holding « CAI S.p.A. » qui détient Alitalia.
En juin 2019, Argo Finanziaria annonce la fusion de SIAS, dans ASTM, qui sera détenue après cette opération à 40,56 % par Argo Finanziaria.

## Activité
Le groupe Argo Finanziaria, est très présent dans le secteur de la gestion des autoroutes avec ses filiales :
- ASTM S.p.A., Autostrada Torino–Milano qui a financé, construit et gère le tronçon de 130 km l'Autoroute italienne A4 entre Turin et Milan,
- SIAS S.p.A., Società Iniziative Autostradali e Servizi - Société Initiatives Autoroutières et Services, qui contrôle environ 1,000 km du réseau autoroutier italien, ce qui en fait le second opérateur après Autostrade per l'Italia S.p.A..

Le groupe Argo Finanziaria intervient également dans le secteur des infrastructures avec sa filiale "A.C.I. Argo Costruzioni Infrastrutture S.c.p.A." qui regroupe de nombreuses entreprises de constructions dont Itinera S.p.A. qui vient de fusionner avec l'entreprise Grassetto, Codelfa SpA, Sea SpA, Interstrade SpA, Segnaletica Stradale Srl, en sont les principales.

### Sociétés contrôlées par le Grope ASTM S.p.A.
- Società Autostrada Torino-Alessandria-Piacenza S.p.A. - Autoroute italienne A21
- Società Autostrade Valdostane S.p.A.
- Autostrada Torino–Ivrea–Valle d'Aosta S.p.A. - Autoroute italienne A5
- SITAF S.p.A. - Société Italienne du Tunnel du Frejus.
- SITRASB S.p.A. - Société Italienne Tunnel du Grand Saint Bernard.

### Sociétés contrôlées par le Groupe SIAS S.p.A.
- Autostrada dei Fiori S.p.A. - Autoroute italienne A10
- Autocamionale della Cisa S.p.A. - Autoroute italienne A15
- Salt S.p.A. - Società Autostrada Ligure Toscana S.p.A. Autoroute italienne A12